# 저우양산
저우양산(중국어 정체자: 周陽山, 병음: Zhōu Yángshān, 한자음: 주양산, 1957년 8월 24일 ~ )은 중화민국의 정치학자이다. 한때 입법위원, 감사위원 등을 역임한 바 있다.

## 학력
- 국립 대만 대학 정치학 학사
- 컬럼비아 대학교 정치학 석사
- 컬럼비아 대학교 철학 석사
- 컬럼비아 대학교 정치학 박사

## 같이 보기
- 신당